# Luozigou (köpinghuvudort i Kina, Jilin Sheng, lat 43,73, long 130,34)
Luozigou är en köpinghuvudort i Kina. Den ligger i provinsen Jilin, i den nordöstra delen av landet, omkring 410 kilometer öster om provinshuvudstaden Changchun. Antalet invånare är 22 670. Befolkningen består av 10 803 kvinnor och 11 867 män. Barn under 15 år utgör 11,0 %, vuxna 15-64 år 80 %, och äldre över 65 år 8,0 %.
Runt Luozigou är det ganska glesbefolkat, med 28 invånare per kvadratkilometer. Luozigou är det största samhället i trakten. Trakten runt Luozigou består till största delen av jordbruksmark.
Genomsnittlig årsnederbörd är 929 millimeter. Den regnigaste månaden är juli, med i genomsnitt 194 mm nederbörd, och den torraste är januari, med 5 mm nederbörd.